# Congregación de Windesheim
La Congregación de Windesheim (oficialmente en latín: Congregatio Vindesemensis), también conocida como Canónigos Regulares de San Agustín de la Congregación de Windesheim, es una orden religiosa católica de canónigos regulares de derecho pontificio y una de las ramas de la Orden de Canónigos Regulares de San Agustín, fundada por Florencio Radewijns en la localidad de Windesheim (Países Bajos) en 1386, bajo inspiración de la obra de Gerardo Groote, padre de la devotio moderna. A los religiosos de este instituto se les conoce como canónigos regulares de Windesheim y posponen a sus nombres las siglas C.R.V.

## Historia
Gerardo Groote, perteneciente al movimiento de la devotio moderna, fundó una fraternidad de mujeres con el nombre de Hermanas de la Vida Común en Deventer (hoy parte de Países Bajos) en 1376. A su obra se adhirieron también algunos hombres que querían vivir según la Regla de vida escrita por él. Uno de ellos era Florencio Radewijns, personaje importante para el movimiento, porque fue el sucesor de Groote (1384) y quien dio forma jurídica al movimiento estableciendo a los Hermanos de la Vida Común. Inicialmente el movimiento estaba formado solo por laicos, Radewijns fundó además en el monasterio de Windesheim (1386), bajo el mismo estilo de vida de los hermanos pero formando una congregación de canónigos regulares, que pronto se extendería por los Países Bajos, Renania (Alemania) e Inglaterra.
La Congregación de Windesheim desapareció en el siglo XIX. Sin embargo fue restablecida el 25 de marzo de 1963, cuando el abad agustino Carlos Egge, fundó el monasterio de Tor Lupara en Fonte Nuova (Italia) y más tarde adquirió el antiguo monasterio de Ratisbona.

## Organización
Los canónigos regulares de Windesheim forman parte de la Federación de Canónigos Regulares de San Agustín, desde el mismo momento de su restablecimiento. La Orden tiene un gobierno centralizado y recae sobre el superior general, que en el instituto es llamado Prepósito general. En la actualidad el cargo lo ostenta el canónigo Helmut Grünke.
En 2015, la Congregación de Windesheim contaba con unos 22 canónigos, de los cuales 13 eran sacerdotes, y unos 3 monasterios, presentes en Alemania, Italia y República Checa. Los miembros se dedican a la pastoral parroquial y a la solemnización del culto litúrgico. Su hábito está compuesto por una túnica y roquete blanco y esclavina negra.